# Maxim Integrated Products

Logo

Maxim Integrated Products is een Amerikaans bedrijf dat IC's produceert. Het bedrijf maakt digitale, analoge, mixed-signal en hoogfrequente chips. Een voor hobbyisten bekende chip van Maxim is de MAX232, die TTL naar seriële signalen omzet.
De hoofdzetel bevindt zich in San Jose (Californië), het hart van Silicon Valley.